# サラ・ドリュー
サラ・ドリュー（Sarah Drew、1980年10月1日 - ）は、アメリカ合衆国の女優。

## 私生活
2014年12月3日、第2子の女児を出産。

## 出演作品
- 僕はラジオ 2003,（メアリー)
- エバーウッド　遥かなるコロラド シーズン3 2004～2005,（ハンナ・ロジャース）
- エバーウッド　遥かなるコロラド シーズン4 2005～2006,（ハンナ・ロジャース）
- コールドケース4#06 2006～2007,
- LAW & ORDER： 性犯罪特捜班 シーズン8#18 2006～2007,
- アメリカンパスタイム　俺たちの星条旗 2007,
- ミディアム4  霊能者アリソン・デュボア4#09#10 2008,
- MAD MEN　マッドメン シーズン2 2008,（キティ・ロマーノ）
- プライベート・プラクティス2 迷えるオトナたち 2008～2009,
- キャッスル　～ミステリー作家は事件がお好き　シーズン1 2009,
- ザ・プロテクター／狙われる証人た　シーズン2 2009,
- MAD MEN マッドメン シーズン3 2009,（キティ・ロマーノ）
- ＮＵＭＢ３ＲＳ　ナンバーズ　～天才数学者の事件ファイル シーズン5 2009,
- Ｇｌｅｅ　シーズン1 2009～2010, スージーペーパー
- SUPERNATURAL スーパーナチュラル シーズン5 2009～2010,
- グレイズ・アナトミー6 2009～2010,（エイプリル・ケプナー）
- マイアミ・メディカル 全13話 2010,
- グレイズ・アナトミー7（エイプリル・ケプナー）
- グレイズ・アナトミー8（エイプリル・ケプナー）
- グレイズ・アナトミー9  (エイプリル・ケプナー)
- グレイズ・アナトミー10 2013～2014,（エイプリル・ケプナー）
- 大人の女子会・ナイトアウト Moms' Night Out 2014, (アリソン)
- グレイズ・アナトミー11 2014～2015,（エイプリル・ケプナー）
- グレイズ・アナトミー12 2015～2016,（エイプリル・ケプナー）
- グレイズ・アナトミー13 2016～2017,（エイプリル・ケプナー）
- グレイズ・アナトミー14 2017～2018,（エイプリル・ケプナー）
- グレイズ・アナトミー17 2020～2021,（エイプリル・ケプナー）
- クルーエル・サマー 全10話 2021,
- クリスマスイブ・ウェディング 2021, (ケイデンス)
- グレイズ・アナトミー18 2021～2022,
- アンバーブラウン 2022,
- クルーエル・サマー2 全10話 2023,
- 因縁のアウトロー 2023, (マーサ・ローズ)